# Консеквент
Сле́дствие (также консекве́нт, от лат. consequens — от com "с, вместе с" + sequi "следовать" или сукцеде́нт, от succedens — «от sub после + cedere "идти"») — используемое в философии (особенно кантовской школы) и логике в учении о суждениях, заключениях и доказательствах понятие, означающее следствие, вывод  в отношении к причине — антецеденту.
В условном высказывании «если {\displaystyle A}, то {\displaystyle B}» высказывание {\displaystyle A} есть антецедент; высказывание {\displaystyle B} называется консеквентом. Например, в условном высказывании «если сейчас ночь, то темно» антецедент — «сейчас ночь», а следствие (консеквент) — «темно».
В формальных логических исчислениях понятие консеквента используется как для правой части импликации (в {\displaystyle A\Rightarrow B} консеквентом является {\displaystyle B}), так и в понятиях о выводимости, например, в исчислении секвенций, где основным выражением является секвенция вида {\displaystyle \Gamma \rightarrow \Delta }, показывающая выводимость формул списка {\displaystyle \Delta } из формул списка {\displaystyle \Gamma }, сукцедентом (консеквентом) называется список {\displaystyle \Delta }.